# 董每戡
董每戡（1907年6月30日—1980年2月），幼名国清，学名华，笔名每戡，浙江温州人，中国戏剧家、戏曲史研究专家。

## 人物生平
1907年生于浙江省温州市永嘉县潘桥乡横屿头村（今属温州市瓯海区潘桥镇）。毕业于上海大学中国文学系。1926年夏，大学毕业后从事电影、戏剧方面的工作。1927年春赴上海，开始戏剧创作活动，作有独幕剧《频枷》等。是年入东京日本大学研究院攻读。
回国后在沪加入“左联”和“剧联”，并在“剧联”的理论组工作，译介了一批外国电影戏剧的理论著作，曾编成《电影戏剧理论丛书》出版。在此期间，他著有几部独幕剧和多幕剧，其中《C夫人肖像》是一部针砭艺术界右翼文人的作品，受鲁迅和郁达夫等人的好评。同时创作了《饥饿线》、《夜》、《黑暗中的人》、《血液出卖者》、《典妻》等剧本。
抗战爆发后，在湖南开展抗日宣传，效力于国防戏剧活动，在长沙受聘于“一致剧社”、任社长兼编导。作《剧人战歌》，并为剧社创作导演了《敌》。
抗战结束后先后在南京金陵女子文理学院、上海剧专、大夏大学等校任教，并有《中国戏剧简史》、《西洋诗歌百史》、《琵琶记简说》、《三国演义试论》、《西洋戏剧简史》。《中国戏剧简史》上起远古、下讫民国，是继王国维《宋元戏曲考》以后，中国人自著的较早的戏剧通史。
中华人民共和国成立后，曾在湖南、广东领导并参加了戏曲改革工作，并在中山大学执教；1957年被错划为右派。1978年平反，回中山大学执教；同年11月作为特邀代表参加第四届全国文代大会，并被推为《中国大百科全书·戏曲卷》编委；1980年2月，因积劳成疾在广州去世，终年73岁。

## 作品
著有《每戡剧集》5集、《每戡独幕剧》、《中国戏剧简史》、《西洋戏剧简史》、《西洋诗歌简史》、《琵琶记简说》、《三国演义试论》、《戏剧的创作和欣赏》、《说剧》、《五大名剧论》等。
其遗著由黄天骥、陈寿楠搜辑成《董每戡文集》出版。